# Wolfgang Capito
Wolfgang Capito (także Wolfgang Fabricius Capito, Wolfgang Fabricius Köpfle; ur. w 1478 w Haguenau; zm. 4 listopada 1541 w Strasburgu) – reformator religijny ze Strasburga.

## Życie i działalność
Wolfgang Capito urodził się w Haguenau/Alzacja jako syn poważanego mistrza kowalskiego Johanna Köpfle. Później zlatynizował swoje nazwisko na Wolfgang Capito i przyjął drugie imię Fabricius pochodzące od wykonywanego zawodu ojca również przetłumaczonego na język łaciński. Pierwsze nauki pobierał w lokalnej szkole a później w szkole łacińskiej w Pforzheim. Studiował na uniwersytecie w Ingolstadt, gdzie w 1501 roku otrzymał tytuł baccalaureus artium. W 1504 roku zapisał się na uniwersytet w Heidelbergu. W 1511 roku otrzymał tytuł licencjata na uniwersytecie we Fryburgu Bryzgowijskim, a w 1515 roku został doktorem teologii. Z okresu studiów we Fryburgu Bryzgowijskim pozostało mu kilku znajomych, którzy w tym samym czasie przebywali na uniwersytecie. Zawarł znajomość z humanistą Jakobem Wimpfelingiem, prawnikiem Ulrichem Zasiusem i teologiem Gregorem Reischem. Poznał tutaj także Matthäusa Zella i Jakoba Sturma, jego późniejszych współbojowników w Strasburgu, przypuszczalnie również Thomasa Murnera jego przyszłego przeciwnika.
W 1512 został powołany przez biskupa Spiry na kanonika w Bruchsal. W tym czasie uczył się języka hebrajskiego i poznał Konrada Pellikana i Jana Oekolampada. W 1515 został kaznodzieją w katedrze w Bazylei. Otrzymując ten urząd został automatycznie wykładowcą teologii i hebraistyki na uniwersytecie w Bazylei. W 1517 roku został rektorem uniwersytetu. Bywał w kręgach Erazma z Roterdamu i prowadził korespondencję z Marcinem Lutrem i Huldrychem Zwinglim (od 1520 roku).
Jego kazania na temat listu Pawła do Rzymian cieszyły się dużym powodzeniem.
Za rekomendacją Erazma i Ulricha von Hutten został w 1520 roku kaznodzieją w katedrze w Moguncji. Jako doradca arcybiskupa Albrechta Hohenzollerna próbował wpłynąć na prowadzony spór między wyznaniami i jako palatyński kanclerz osiągnąć porozumienie z Lutrem. W 1521 roku towarzyszył biskupowi Albrechtowi na sejmie Rzeszy w Wormacji i wypowiedział się za Lutrem. Jego działalność mediacyjna wywołała jednakże irytację Marcina Lutra, którą w marcu 1522 roku próbował załagodzić podczas wizyty Lutra w Wittenberdze. Jego rola jako ukrytego stronnika luterańskiego ruchu spowodowała, że życie jego na katolickim zamku Hochburg w Moguncji stało się zagrożone. Dlatego też Capito w 1523 roku przeprowadził się do Strasburga.

## Reformacja w Strasburgu
W marcu 1523 roku powrócił Capito do Strasburga i podjął się jako prebendariusz stanowisko proboszcza w kościele św.Tomasza. Na początku jego pozycja była kwestionowana zarówno przez papistów, jak również przez luteran. Dopiero po rozmowie z ewangelickim kaznodzieją z katedry Matthäusem Zell latem 1523 roku wydaje się, że ostatecznie przeszedł na stronę Reformacji. W pewnym usprawiedliwieniu próbował on uzasadnić swoją postawę przed biskupem. W tym samym roku zaczął głosić kazania w kościele Saint-Pierre-le-Jeune. W jednym z kolejnych pism do biskupa opowiada się po stronie kaznodziejów, którzy zawarli małżeństwa i zostali ekskomunikowani przez biskupa (Appellation der eelichen Priester 1524).
Capito uczestniczył w wykładach z interpretacji Starego Testamentu, które zostały przeprowadzone w klasztorze franciszkanów bosych i był obok Matthäusa Zell, Kaspara Hedio i Marcina Bucera jedną z ważniejszych postaci wczesnej Reformacji w Strasburgu. Gdy latem 1524 roku doszło do dyskusji z prowincjałem augustianinem Konradem Tregerem, Capito był jednym czołowych reprezentantów po stronie nowo wierzących. Nie doszło wtedy do żadnej właściwej dyskusji. Capito opublikował kilka pism przeciw Tregerowi (Tregerhandel). Wciąż dochodziło do głosu jego niezdecydowanie. Podczas wojny chłopskiej próbował wezwać razem z Bucerem i Zellem w Altdolrf chłopów do umiarkowania i cierpliwości. Także w dyskusji o Komunię Świętą, wyraził się w sporze między Lutrem a Andreasem Karlstadtem, troszcząc się o porozumienie. Od 1525 roku do 1529 Capito próbował przekonać razem z innymi ewangelickimi kaznodziejami władze Strasburga do zniesienia mszy.
W 1526 roku doszło do oziębienia pomiędzy Capito i Bucerem z powodu, jak twierdził Bucer zbyt łagodnej postawy Capito wobec anabaptystów. Capito nie negował chrztu dzieci, ale mógł wyobrazić sobie inne formy chrztu. Tolerancja w odniesieniu do anabaptystów objawiła się poprzez przyjmowaniu różnych stronników radykalnej Reformacji. W jego domu przebywali między innymi Ludwig Hätzer, Andreas Cellarius, Kaspar Schwenkfeld i Miguel Servet. Gdy później męczennik anabaptystów Michael Sattler został pojmany i uwięziony, na próżno Capito starał się o jego uwolnienie.

## Polityka kościelna
Capito był współtwórcą Confessio Tetrapolitana, uczestniczył w konkordii wittenberskiej, brał udział w dyspucie berneńskiej w 1528 roku i był współtwórcą synodu w Bernie w 1532 roku. Brał udział w rozmowach religijnych w Hagenau w 1540 roku, w dyspucie teologicznej w Wormacji w 1541 roku, w sejmie Rzeszy w Ratyzbonie w 1541 roku. W dyskusjach z anabaptystami był często ustępliwy, ale w 1534 roku wystąpił zdecydowanie przeciw nim.

## Polityka małżeńska
Po tym gdy Capito ostatecznie zerwał z Kościołem katolickim i został kaznodzieją w kościele Jung-Sankt-Peter, poślubił w sierpniu 1524 roku Agnes Röttel, córkę strasburskiego radcy i jego nowa postawa religijna stała się dla wszystkich widoczna. Bucer, który bardzo nalegął, żeby się ożenił, proponował mu małżeństwo z Odilią von Utenheim, która została później małżonką Cellariusa. Capito z Agnes miał kilkoro dzieci.
Kiedy jego pierwsza żona zmarła na dżumę w 1531 roku, Bucer nalegał, aby ponownie się ożenił. W grę wchodziło małżeństwo z córką reformatora z Konstancji Margarete Blarer. Sam Capito jednak brał pod uwagę Sabinę Bader, wdowę po augsburskim męczenniku anabaptyście Augustinie Bader. W tym samym roku, gdy Capito został wdowcem zmarł reformator z Bazylei Jan Oekolampad. Oekolampad zostawił po sobie małżonkę i czworo małoletnich dzieci. Już po pięciu miesiącach ożenił się z o dwadzieścia lat młodszą od siebie dwukrotną wdową Wibrandis Rosenblatt, która urodziła mu kolejne pięć dzieci.
Gdy w 1541 roku ponownie wybuchła epidemia dżumy zmarło troje jej dzieci, a 4 listopada zmarł również jej małżonek Wolfgang Capito. Po pięciu miesiącach wyszła za mąż po raz czwarty za ich wspólnego przyjaciela Marcina Bucera.

## Twórczość
- Hebraicarvm Institvtionvm Libri Duo, Basel 1518, 1525,
- Ad reverendissimum atque illustrissimum principem, D. Albertum Archiepiscopum Moguntinum, Basel 1519[4],
- Divi Io. Chrysostomi Homilia, De Eo Quod Dixit Apostolus, Utinam Tolerassetis Paululum Quiddam Insipientiae Meae, Basel 1519,
- Entschuldigung warumb er Burger worden, Straßburg 1523,
- Appellation der eelichen Priester, von der vermaynten Excommunication, des Bischoffen zu Strassburg, Straßburg 1524
- Appellatio sacerdotum maritorum urbis Argentinae adversus excommunicationem episcopi, Straßburg 1524
- Verwarnung der diener des wortes, und der brüder zu Strassburg an die brüder von Landen und Stetten gemeiner Eidgenossschafft. Wider die Gotslesterige Disputation bruder Conradts Augustiner., Straßburg 1524
- Antwurt D. Wolffgang Fab. Capitons auff Bruder Conradts Augustiner ordens Provincials Conrad Treger vermanung, so er an gemein Eidgnoschafft jüngst geschriben hat. Straßburg 1524,
- Daß die Pfafheit schuldig sey burgerlichen Eyd zu thun on Verletzung ihrer Eeren, Straßburg 1524,
- Was man halten soll von der Spaltung zwischen Martin Luther unnd A. Carolstadt, Straßburg 1524,
- Doctor Capito, Mathis Zellen unnd ander Predicanten zu Straßburg warhafftige Verantwortung, Strassburg 1526,
- Epistola ad Huldericum Zuinglium, Straßburg 1526,
- An gemeinde stend, jetzund zu Speier versamlet, ohne Ortsangabe, 1526
- Hosea, der Prophet…verteutscht, Straßburg 1527
- Kinder bericht und fragstuck von gemeynen puncten Christlichs glaubens, Basel 1527,
- In Habakuk Prophetam V, Straßburg 1526,
- Berner Synodus. Ordnung wie sich pfarrer und prediger... halten söllen, Basel 1532
- Ein wunderbar Geschicht ... so sich an ein Widertäuffer genannt Claus frey zutragen, Straßburg 1534,

## Uhonorowanie
- Kościół Ewangelicki w Niemczech wspomina go w dniu 21 listopada w Evangelischer Namenskalender (Ewangelicki Kalendarz Imion).